# 和合正治
和合 正治（わごう しょうじ、1917年（大正6年）2月27日 - 2004年（平成16年）3月7日）は、昭和から平成前期の地方公務員、政治家。松本市長（11代：1976年3月 - 1992年3月）、全国市長会副会長、長野県市長会会長。

## 経歴
長野県東筑摩郡本郷村（現・松本市）生まれ。1934年（昭和9年）3月、旧制松本中学（現:長野県松本深志高等学校）卒業。1938年（昭和13年）7月、松本市役所に勤務。1940年（昭和15年）から1945年（昭和20年）まで満州国委任官副科長を務め、1946年（昭和21年）市役所に復職。税務課長、総務課長、財政課長、総務部長を経て、1969年（昭和44年）5月に助役就任。
1976年（昭和51年）3月に松本市長に無投票で初当選し、4期務めた。1992年（平成4年）3月、5選を目指し選挙戦を戦うが、有賀正に敗れ落選した。この間、道路整備、下水道整備、生活福祉の向上、行政の減量化などに取り組んだ。
その他、松本市森林組合長、日本アルプス観光連盟会長、松本体育協会長なども務めた。